# Eleições parlamentares europeias de 1979 (Irlanda)
As eleições parlamentares europeias de 1979 na Irlanda, realizadas a 7 de Junho, serviram para eleger os 15 deputados do país para o Parlamento Europeu. 

## Resultados Nacionais
| Partido                 | Partido                   | Votos     | %             | Deputados |
| ----------------------- | ------------------------- | --------- | ------------- | --------- |
|                         | Fianna Fáil               | 464 451   | 34,7 / 100,0  | 5 / 15    |
|                         | Fine Gael                 | 443 652   | 33,1 / 100,0  | 4 / 15    |
|                         | Partido Trabalhista       | 193 898   | 14,5 / 100,0  | 4 / 15    |
|                         | Fianna Fáil Independente  | 81 522    | 6,1 / 100,0   | 1 / 15    |
|                         | Partido dos Trabalhadores | 43 492    | 3,3 / 100,0   | 0 / 15    |
|                         | Independente              | 111 607   | 8,3 / 100,0   | 1 / 15    |
| Votos inválidos         | Votos inválidos           | 53 213    | 3,8 / 100,0   |           |
| Total                   | Total                     | 1 392 285 | 100,0 / 100,0 | 15 / 15   |
| Eleitorado/Participação | Eleitorado/Participação   | 2 188 798 | 63,6 / 100,0  |           |